# 엄숭

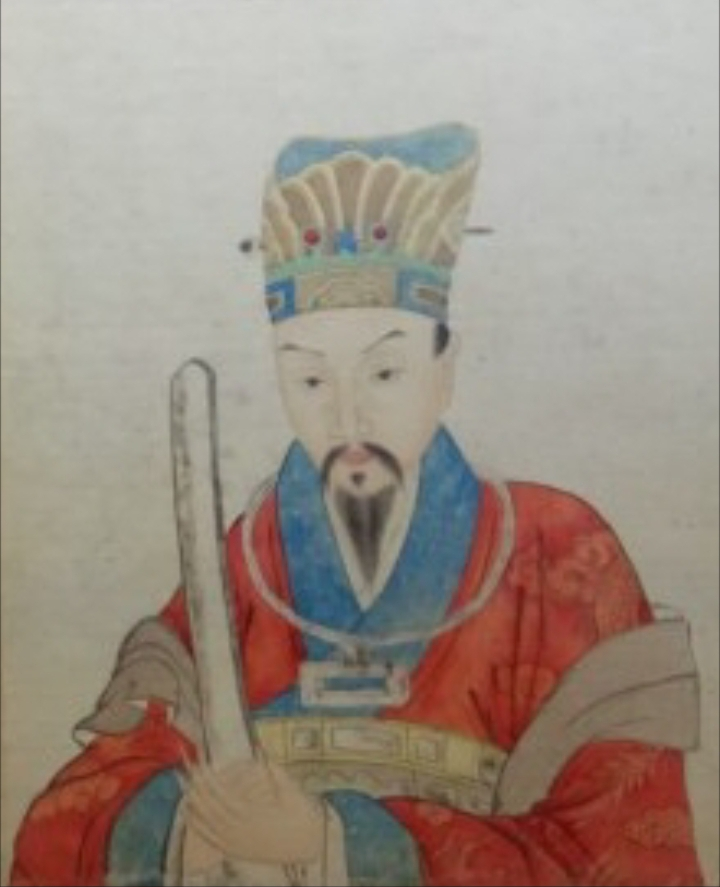

엄숭(嚴嵩, 1480.3.3.~1567.5.29)은 자(字)는 유중(惟中), 호(號)는 개계(介溪), 혹은 면암(勉庵)이다. 강서성(江西省) 분의현(分宜縣) 출신이다. 조적(祖籍)은 복건성(福建省) 소무현(邵武縣)이다. 명 가정(嘉靖) 연간 권신으로, 내각수보(內閣首輔), 이부상서(吏部尙書), 근신전(謹身殿) 대학사(大學士)에 이르렀다.
명 효종(孝宗) 홍치(弘治) 18년(1505) 진사가 되었고, 한림원(翰林院) 서길사(庶吉士)로 개수되었고, 한림원 편수(編修)가 되었으나, 곧바로 병가를 내고 귀향했다. 엄숭은 8년동안 공부하면서 시문이 준엄하고 깨끗하며 성명은 비로소 알려졌다.
가정(嘉靖)7년(1528) 황제의 명에 따라 현릉(顯陵)에 제를 올렸고 돌아가서는 상서를 고하자 가정제는 기뻐했다. 몇년 후 전후로 이부우시랑(吏部右侍郞)에 올랐고, 남경예부상서(南京禮部尙書)로 승진하였으며, 2년 뒤 이부상서(吏部尙書)로 바뀌었다. 가정15년(1536) 만수절(萬壽節) 하례를 위해 북경에 왔다. 이때 조정에서는 『송사(宋史)』 중수를 논의하였고, 엄숭은 북경에 남아 예부상서 겸 한림원학사로서 업무를 관장하였다. 황제의 마음을 잘 간파하고 초사(醮祀)의 청사(靑詞)로서 총애를 얻어, 태자태보(太子太保)에 가해졌다. 가정 21년(1542) 무영전대학사(武英殿大學士)에 임명되었다. 문연각(文淵閣)에 입직하였고, 이전처럼 예부 업무를 담당하였다. 이후 예부 업무 담당에서 해촉되었고 서원(西苑) 임무만응 담당하였다. 이어 이부상서(吏部尙書), 근신전대학사(謹身殿大學士), 소부겸태자태사(少傅兼太子太師), 소사(少師), 화개전대학사(華蓋殿大學士)로 승진하였다.
엄숭은 황제에게 아첨하고 권력을 장악하였으며 20년 가까이 국정을 독단하였다. 사대부들은 입을 닫았으며 뇌물이 횡행하였다. 엄숭은 타인을 해하여 자신의 이익을 도모하였으며, 의견이 다른 상대방을 배척하였다. 군향을 빼돌리고 국경 수비를 해이케 했으며, 뇌물을 수뢰하고 탐오를 저질렀으며, 당시 사회 갈등이 격화되었다. 만년에는 가정제의 분노를 샀고, 가산을 몰수당하고 혁직되었으며, 2년 뒤에 사망하였다. 저서에 『검산당집(鈐山堂集)』 40권이 있다.

## 생애

### 초년생활
성화(成化) 16년, 엄숭은 강서성 분의현에서 태어났다. 당시 엄씨 사문은 쇠락의 길에 접어들고 있어 생계 유지가 매우 어려웠기에 처가를 통해 생필품을 조달받고 있었다. 엄숭은 어려서 총명하고 학문을 좋아하였으며 매우 영민하였다. 부친은 오래토록 과거에 응시해도 합격하지 못하였기에 자연 모든 희망을 아들에게만 두어, 성심껏 어린 엄숭을 키우고 가르쳤다. 엄숭은 5세에 엄씨사당에서 교육을 시작하였다. 8세 이후 엄숭은 총명하고 지혜로워 분의현지현(分宜縣知縣) 막립지(莫立之)는 그를 중시하였고, 막립지는 현학(縣學)에 엄숭을 진학시켰으며 학비를 면제해 주었다. 후에 한 강서제학사(江西提學使)가 분의를 지나가다가 엄숭을 대면하고 시험한 후에 엄숭을 늠선생(廪膳生)으로 삼았다. 10세에는 현시(縣試)에서 뛰어난 성적으로 보였고, 19세에는 거인(擧人)에 발탁되었다.

### 출사
25세에 엄숭은 부친의 바람을 이뤄, 홍치(弘治) 18년(1505) 을축과(乙丑科) 진사(進士) 시험에 합격하였고, 한림원서길사(翰林院庶吉士)에 선발, 편수(編修)에 제수되었다. 큰 뜻을 품을 당시, 엄숭은 큰 병을 얻고 사직하고 고향으로 돌아갈 수 밖에 없었다. 사직한 10년간은 환관 유근(劉瑾)이 권력을 장악한 시기였다.

### 승승장구
유근과 당원들이 멸망한 이후, 엄숭은 순천부(順天府)로 북상하여 복직하였다. 이후 10여 년간 엄숭은 전후로 북경(北京)과 남경(南京) 한림원에 임직하였다. 한림원시강(翰林院侍講)에 임명되고 남경한림원(南京翰林院) 업무를 대리하면서, 국자감좨주(國子監祭酒)로 소환되었다. 가정(嘉靖) 7년(1528), 예부우시랑(禮部右侍郞)에 임명되었다. 이부좌시랑(吏部左侍郞)으로 옮긴 뒤에 남경예부상서(南京禮部尙書)로 진급하였고 남경이부상서로 옮겼다. 남경 생활 5년차에 엄숭은 만수절(萬壽節) 하례를 위해 북경에 갔다. 당시 조정에서는 『송사(宋史)』를 중수하고 있었으며 보신들은 엄숭이 예부상서겸한림원학사(禮部尙書兼翰林學士)에 임명할 것을 요청하였다.
가정제(嘉靖帝)는 도교(道敎)에 빠져 있었으며 장생불로술(長生不老術)에 빠져 정사에 관심이 없었기에, 조정 사무는 조신들이 처리하였다. 예부상서(禮部尙書) 하언(夏言)은 가정제의 총애를 얻고 있었으며, 엄숭과 같은 고향이기도 하였기에 엄숭은 하언에게 아첨하였다.
하루는 엄숭이 집에서 연회자리를 마련하고 하언을 초청하였으나 하언은 연회에 가지 않았다. 이에 엄숭은 하런의 집 대문앞에 가서 도포를 걷어 올리고 하부(夏府) 앞에 무릎을 꿇었다. 하언은 미안해 하며 사절했지만 엄숭 집에 가서 연회에 참석했다. 이후 엄숭은 하언의 지기가 되었고 하언은 다방면으로 엄숭을 추천했다. 하언의 추천이 있은 후에 엄숭은 승승장구하였고 가정제의 총애고 얻었다. 가정 15년(1537) 하언이 내각수보(內閣首輔)에 임명되자 엄숭은 예부상서로 승진하였으며, 후에 태자태보(太子太保)가 추가되었다.
하언은 자존심이 매우 높아 점점 가정제의 총애를 잃었다. 하루는 가정제가 하언과 엄숭 등 대신들에게 침향수엽관(沈香水葉冠)을 내렸으나, 하언은 머리에 쓰지 않았다. 그러나 엄숭은 매번 조정에 나갈 때마다 관을 썼고 특히 경사(輕紗)에 담아두어서 공경함을 보였다. 가정제는 이를 보고 더욱 엄숭을 조아하고 하언을 싫어했다.
엄숭은 태자태부(太子太傅)애 승진하였고 세력이 더 커지면서 하언을 공격하였고 하언을 내쫓도록 가정제릉 종용하였다. 하언이 파직된 뒤 엄숭은 마음대로 할 수 있었다. 가정 22년(1543) 이부상서 허찬(許贊), 예부상서 장벽(張璧)과 엄숭은 함께 기무에 참여하였지만 가정제는 사무를 볼 때에는 엄숭만을 불렀다. 가정 24년(1545) 12월, 허찬은 노병으로 사직되었고 장벽은 세상을 떠나자 가정제는 하언을 다시 기용하였다. 이때 하언은 엄숭의 사람됨을 알고 조금씩 방어를 하였다. 엄숭은 표면상으로 하언에게 겸손하게 대하였지만 마음에는 한을 품고 있었다. 이후 엄숭은 다시 청사(靑詞)로 가정제의 신임을 되찾았다.
후에 엄숭은 달단(韃靼)의 침공을 기회로 하언을 공격하였다. 가정 23년(1544) 달단이 하투(河套, 오늘날 영하회족자치구와 내몽고자치구 경내 하란산賀蘭山 동쪽, 낭산狼山과 대청산大靑山 남쪽)를 침공하자, 섬서총독(陝西總督) 증선(曾銑)이 출동하여 하투를 되찾았고 상주문을 올려 부곡황보(府谷黃甫)에서 정변(定邊)까지 변장을 축성할 것을 건의하였고, 수륙병진으로 달단을 물리칠 것을 건의하였다. 이는 하언의 지지를 얻었다. 하언은 조정에 증선을 추천했고 그와 함께 계획을 논의했다.
가종제는 하투 탈환을 결심하고 증선을 포상했다. 이때 엄숭은 황제의 근시를 매수하여 증선이 '변방의 사단을 함부로 연다(輕啓邊釁)'라고 칭하면서, 변장 구란(仇鸞)에게 증선이 패배를 숨기고 보고하지 않았으며 군향을 빼돌리고 하언에게 뇌물을 제공했다고 무고하게 하였다. 엄숭은 가정제 앞에서 두 사람이 하투를 탈환한 것은 다른 뜻이 있는 것이라고 말하였다. 가정제는 이를 믿었다.
가정 27년(1548) 3월, 증선은 살해되었고 아내는 2천리 유배되었다. 하언은 하옥되었으나 후에 엄숭이 전언을 이용하여 가정제로 하여금 하언이 자기를 훼방한다고 알게끔 하였다. 같은해 10월 하언은 참수되었고 하언의 일파 역시 강등되거나 처벌되었다.

### 권력장악
하언 사후, 엄숭은 대권을 장악하였으나 가정제는 수도에 전념하며 정무에 관심이 없었기에 모든 정사는 엄숭이 재결하였다. 이때 엄숭과 도사 및 좌우 근시(近侍) 이외에는 가정제를 볼 수 있는 사람이 없었다.
엄숭은 내각수보가 된 이후에도 가정제를 성심껏 시봉하였다. '황제가 강고하게 하면 엄숭은 부드럽게 대하였다. 황제가 교만하게 하면 엄숭은 조심스레 대하였다. 황제가 영민하게 살피면 엄숭은 꾸밈없이 진실되게 대하였다(帝以剛, 嵩以柔. 帝以驕, 嵩以謹. 帝以英察, 嵩以樸誠)'고 하였다. 가정제는 '충근민달(忠勤敏達)'이라는 은인(銀印)을 하사하였다. 후에 엄숭이 연로하자 아들 엄세번(嚴世蕃)은 권력 장악에 협조하였고, 엄세번은 공부시랑(工部侍郞)이 되었다. 엄세번은 좌우 환관들을 매수하여 황제의 일상이나 행동, 식사 등을 보고받았다. 대신들은 '대승상(大丞相)'과 '소승상(小丞相)'이라 하였다. 어떤 대신은 '황상은 엄숭이 없으면 안되고 엄숭은 아들이 없으면 안된다(皇上不能沒有嚴嵩, 嚴嵩不能沒有兒子)'고 비판했다.
엄숭 부자가 20년동안 권력을 장악하면서 천하 사람들은 원한을 품었다. 엄세번은 미치광이처럼 날뛰었고 심지어 집안 보물창고에서 큰 소리로 '조정에 나처럼 부유한 사람은 없다(朝廷無我富)'고 크게 웃으며 말했다고 한다. 여러 대신들은 엄숭 부자를 탄핵하였으나 모두 가정제의 비호에 면피되었다. 가정 41년(1562) 산동(山東) 도사 남도행(藍道行)이 부계(扶乩)라는 점을 잘 치기로 북경까지 소문이 났고, 서계(徐階)는 남도행을 가정제에게 소개하였다. 하루는 남도행이 부계 점을 볼 때 '오늘 간신이 살주를 올릴 것이다(今日有奸臣奏事)'고 말하였는데 때마침 엄숭이 길을 지나가고 있었다. 이후 가정제는 엄숭 부자를 싫어하였다. 엄숭이 실각한 후 엄세번은 탄핵당하여 유배되었고 형부상서(刑部尙書) 황광승(黃光升)과 대리시경(大理寺卿) 장수직(張守直) 등은 엄세번이 양계성(楊繼盛)과 심련(沈鍊)을 죽였다고 탄핵하였다. 서계가 이 부분을 삭제하여, 대신들이 황제를 질책할 것을 가정제가 의심하게 하지 않도록 했다. 그러나 서계는 비장의 무기를 꺼내어 엄세번이 남으로는 왜구(倭寇) 두목 왕직(汪直)과 내통하고 북으로는 몽고(蒙古)와 내통하여 반란을 일으키려 한다고 탄핵하였다. 엄세번은 날조된 죄명을 알게 되자 울부짖으면서 '반드시 죽겠구나(必死矣)'라고 울부짖었으며, 결국 참수형에 처해졌다. 또한 엄숭은 가산을 몰수당하였고 삭탈관직당하여 고향으로 돌려보내어졌으며, 돌아갈 집이 없어 시묘살이용 움막에서 살다가 2년 후에 병사하였다.

## 엄숭의 역사적 평가에 관한 논쟁
『명사(明史)』는 엄숭을 「간신전(奸臣傳)」에 삽입하면서, 특별한 재주는 없이 '오로지 황상에게 아첨하여 권력을 잡고 이익을 취하였다(惟一意媚上, 竊權罔利)'고 평가하였다. 희곡 및 기타 문예 작품을 통하여 엄숭의 간신 이미지는 민간에 깊숙이 침투하였다. 그러나 수년간 엄숭이 아주 큰 간신이지 여부는 여전히 논쟁이 끊이지 않고 있다. 이러한 논의는 주로 그가 국정을 독단하였는지, 충성스런 신하들을 핍박하였는지, 그리고 실제로 매우 탐욕스럽고 막대한 부를 쌓았는지에 관한 것이다.
이외에도 엄숭의 고향 분의 출신인 학자 엄백문(嚴曰文)과 엄소평(嚴小平) 등은 엄숭에 대한 평가에서 전혀 다른 관점을 취하고 있다. 또한 엄숭도 충군애민(忠君愛民)과 인재를 발탁할 줄 아는 면모도 있었으며 정치적 공적도 탁월하다는 평가도 있다. 일례로 엄숭이 중용한 호종헌(胡宗憲)은 중국 동남 연해의 왜환(倭患)을 평정하였고 혁혁한 공적을 세웠다. 엄수와 부인 구양씨(歐陽氏)는 서로 공경하였고 일생동안 첩을 들이지 않았으며 고향에도 잘 베풀어 구전으로 전하는 평가가 매우 좋다.

## 평가
청(淸) 기윤(紀昀)이 『사고총목제요(四庫總目提要)』 집부(集部) 별집류존목(別集類存目)을 편찬할 때, 엄숭의 시집 『검산당집(鈐山堂集)』을 평가하면서 다음과 같이 말하였다.
```
 "엄숭은 비록 총애를 믿고 권력을 휘둘렀지만 그의 시는 동시대 사람들보다 단연코 독보적으로 뛰어나다. 왕세정(王世貞)의 악부변(樂府變)에서 '공작은 독이 있지만 무늬마저 가릴 수 없다'고 한 것도 공론이다. 그러나 그가 행한 일들을 더듬어 보면, 재능은 있지만 행적 없이 세상을 떠난 문사들 가운데 취할 만한 자들에 견줄 바는 결코 아니다. 고로 시를 짓는 것이 뛰어났다 할지라도 그 제목만이 간신히 전하고 있어 선악시비를 분별하는 대의를 분명히 보여주고 있다.
[
16
]
```

청 반덕여(潘德輿)의 『양일재시화(養一齋詩話)』 권1에는 "왕세정이 '공작은 독이 있지만 무늬마저 가릴 수 없다'고 한 것은 엄숭을 가리키는 것이다'라고 평가하였다.
청 장정옥(張廷玉)은 『명사(明史)』에서 엄숭은 "다른 재주는 없으며 오로지 황상에게 아첨하여 권력을 취하고 이익을 좇는다는 일념만 있었다(無他才略, 惟一意媚上, 竊權罔利)'라고 평가한 것과 동시에, '시나 고문사를 짓는데 있어서는 매우 뛰어나다(爲詩•古文辭, 頗著淸譽)'고 평가할 수 밖에 없었다. 당시 문사들의 눈에 엄숭은 유학자의 고아한 본색을 갖추고 있었던 것으로 보인다. 하량준(何良俊)은 "엄숭의 시는 수려하고 청아하면서도 찌르는 것이 있어, 근래 명가 가운데 그와 견줄 만한 사람은 없으며, 작문 역시 고아하고 엄숙하니, 어찌 사람의 됨됨이로 그 사람을 버릴 수 있단 말인가. 또한 능력이 떨어지는 사인들의 재주를 아끼고 응원하는 것이 가히 아낄만 하다(嚴介老之詩, 秀麗淸警, 近代名家鮮有能出其右者, 作文亦典雅嚴重, 烏可以人而廢之. 且憐才下士亦自可愛)'고 하였다.
역사학자 조국경(曹國慶)은 엄숭이 서법에 이름이 난 것은 처음 그가 한림원(翰林院)에 들어갔을 때라고 전한다. 명대 한림원은 천하 인재들이 모인 곳이었다. 엄숭의 경의와 문장은 항상 선두였으며 시사 작법 역시 무리들 가운데 으뜸이었다. 이에 사람들은 그의 문장을 감탄하면서도 서법 기예도 음미하였다. 그 문을 보면 두 가지 즐거움이 있었던 것이다. 이후 한림원에서 다른 임지로 가게 되었을 때, 북경에서 다른 지방으로 갔을 때, 사림들 가운데 엄숭의 묵서를 구하는 것을 영예로 삼는 경우가 많았다. 고향 분의 검산(钤山)으로 귀향하여 은거한지 8년동안 엄숭은 다시 서법을 연마하였고 조예가 날로 정묘해졌다. 북경에는 여전히 '육필거(六必居)'라고 쓴 것 등 엄숭의 편액 10여 개가 남아 있으며, 산해관(山海關)의 '천하제일관(天下第一關)' 역시 그의 작품이다.(엄숭이 썼다고 말하기 꺼려하여 소현(蕭顯)이 썼다고 말한다고 전한다.) 산동(山東) 곡부(曲阜)의 '성부(聖府)'라는 글씨, 항주(杭州) 서호(西湖) 악비묘(岳飛廟)의 '만강홍(滿江紅)'(그러나 후에 낙관은 하언夏言으로 고쳤다.) 역시 그의 작품이다. 또한 전국 유명 명승 20여 곳에는 여전히 엄숭의 붓글씨가 남아 있다. 엄세번의 딸은 연성공(衍聖公)에게 시집 갔는데, 공부(孔府)에는 지금도 엄숭이 손녀의 결혼을 구애하며 앉았던 냉판등(冷板凳)인 '각로등(閣老凳)'이 남아 있다.